# Тень

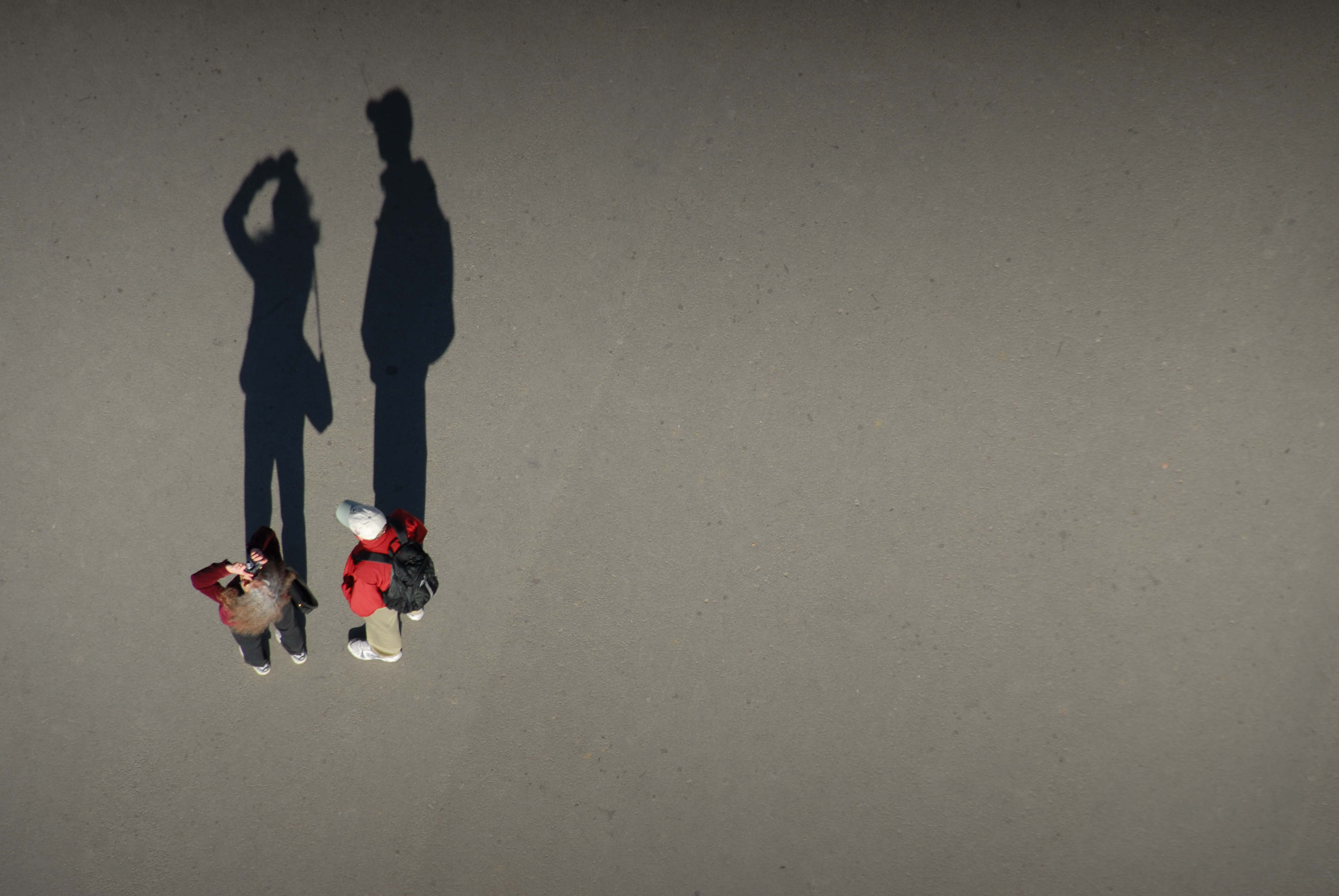
Отбрасываемая тень зависит от угла между светом и плоскостью, на которой формируется изображение

Тень — пространственное оптическое явление. Оно появляется от Солнца и освещения в другой комнате.

## Описание
Тень выражается зрительно уловимым силуэтом, возникающим на произвольной поверхности благодаря присутствию объекта (тела или вещества; например, в газообразном или жидком состоянии) между ней и источником света. Контурами своими тень в той или иной степени, и с учётом ряда условий, повторяет контуры этой преграды света. В зависимости от состояния среды его прохождения, интенсивности и угла его падения, его цветовых характеристик, направленности и удалённости от объекта и поверхности, а последних — друг от друга, фактурного характера, отражательной способности, прозрачности и формы их, — может изменяться острота и жёсткость контуров, степень контрастирования с поверхностью, глубина затемнённости и окрашенности этого силуэта (от еле уловимого, бледно-серого или тусклоцветного — до насыщенно тёмного цветного, и бархатно-чёрного). В случае наличия касания между объектом и поверхностью, тень непременно имеет «касание» и с ним, а в случае отсутствия такового — объект отбрасывает на поверхность тень также в виде силуэтной фигуры, повторяющей его очертания, и отвечающей всем вышеуказанным условиям, но изолированного от него (ряд поправок вносит фактор отсутствия этого контакта, влияющего на однородность и цветность силуэта). Тень будет полностью или частично покрывать объекты, находящиеся между ней и объектами, ближайшими к источнику излучения. Она возникает и на поверхности самого объекта — со стороны противоположной источнику света, причём при наличии одного такого источника и непрозрачности объекта, она будет глубже, нежели — ложащаяся на самостоятельную поверхность, но теневая сторона объекта может также получать рефлекс от этой поверхности или от других объектов. Данное эмпирическое определение существенно эпистемологически отличается от того, которое дают этому явлению: физика, оперирующая представлениями о фазовых состояниях вещества, волновой природе света и оптики; — Психология восприятия цвета и физиология зрения.
- Понятие «тень» имеет массу аллегорических, метафорических и переносных значений, присутствующих в быту, литературе, искусстве, психологии и естественных науках. Особое место отводится этому понятию в философских системах, в наибольшей степени — в восточных; например, «тень» древнекитайской философии и искусства, в зависимости от контекста, репрезентирована несколькими категориями.

- Слово «тень» в отдельных случаях может служить синонимом слову призрак («тень отца Гамлета»); парадоксальный смысл приобретёт такое употребление по отношению, скажем, к призраку, который в соответствии с демонологическими представлениями лишён[источник не указан 3688 дней] таковой.

Тени, отбрасываемые предметами при освещении их Солнцем на горизонтальную поверхность, особенно длинны на закате и восходе, а минимальную длину в данный день такие тени имеют в истинный полдень. На движении тени от гномона в течение дня основано действие солнечных часов.
Температура воздуха в тени обычно ниже, чем на освещённой солнцем поверхности. Поэтому в метеорологии принято проводить измерения температуры воздуха в тени, для оказания первой медицинской помощи в случае перегрева пострадавшего помещают в тени.

## «Тень» в культуре
С античных времен культуры разных народов связывают представление о тени человека с представлением о его душе. В Китае свыше 1700 лет назад зародилась форма визуального искусства — театр теней.

### В литературе
- Стихотворение Гийома Аполлинера[1].
- «Тень» — повесть Ханса Кристиана Андерсена.
- «Тень» — пьеса-сказка Евгения Шварца.
- «Похвала тени» — эссе Д. Танидзаки.
- «Созерцатель тени» — рассказ из сборника произведений «Ананасная вода для прекрасной дамы» Виктора Пелевина.
- «Тень над Иннсмутом» — повесть Лавкрафта
- «Звёздная тень» — второй роман дилогии Лукьяненко

### В кинематографе
- Тень (фильм, 1940) (англ. The Shadow) — киносериал, США
- Тень (фильм, 1971) — художественный фильм, СССР
- Тень, или Может быть, всё обойдётся (фильм, 1991) — художественный фильм, СССР
- Тень (фильм, 1994) (англ. The Shadow) — художественный фильм, США
- Тень (Сверхъестественное), 2006 — 16-й эпизод 1-го сезона телесериала «Сверхъестественное»
- Тени (фильм, 1953) — фильм, СССР
- Тени (фильм, 1959) — фильм, США

### В музыке
- Тень вампира (альбом) — альбом группы «Пикник»
- Тень клоуна — альбом группы «Король и Шут»